# Skyrmion
Na física de partículas, skyrmion é uma partícula hipotética relacionada originalmente aos bárions. Foi descrita por Tony Skyrme e consiste de uma sobreposição quântica de bárions e estados de ressonância.
Skyrmions como objetos topológicos também são importantes na física do estado sólido, especialmente na tecnologia emergente de spintrônica. Eles podem ser usado para gerar números aleatórios verdadeiros úteis em criptografia e computação probabilística. Um skyrmion bidimensional, como objeto topológico é formado, por exemplo, a partir de um spin tridimensional hedgehog através de projeção estereográfica, pelo que o spin positivo do pólo norte é mapeado na borda de um circulo 2d e o spin negativo do pólo sul é mapeado no centro do circulo.

## Definição matemática
Na teoria de campos, skyrmions são homotipicamente resoluções clássicas não triviais de um modelo sigma não linear com uma topologia de alvo variado não trivial-portanto, eles são sólitons topológicos. Um exemplo ocorre em modelos quirais de mésons, onde os alvos variados são um espaço homogêneo do grupo estrutural.
{\displaystyle {\Biggl (}{\frac {SU{\bigl (}N{\bigr )}_{L}\times SU{\bigl (}N{\bigr )}_{R}}{SU{\bigl (}N{\bigr )}_{\textrm {diag}}}}{\Biggr )}}
onde SU(N)L e SU(N)R são partes direitas e esquerdas da matriz SU(N), e SU(N)diag é o subgrupo diagonal.
Se o espaço-tempo tem a topologia de S3×R então configurações clássicas podem ser classificadas por um índice, por que o terceiro grupo homotópico
{\displaystyle \pi _{3}\left({\frac {SU(N)_{L}\times SU(N)_{R}}{SU(N)_{\text{diag}}}}\cong SU(N)\right)}
é equivalente ao anel dos inteiros, com o sinal de congruência referindo ao homeomorfismo.
Um termo topológico pode ser adicionado ao quiral langrangiano, cujo integrante depende apenas da classe homotópica; isso resulta em setores de superseleção em um modo quantizado. Um skyrmion pode ser aproximado de um sóliton da equação de Sine-Gordon; após a quantização de Bethe ansatz, ele se transforma em um férmion interagindo de acordo com o modelo Thirring massivo.
Skyrmions tem sido reportados , mas não comprovados conclusivamente, de estar em condesados de Bose-Einstein, supercondutores, filmes magnéticos finos, e também cristais líquidos nemáticos e quirais.

## Skyrmions na tecnologia emergente
Uma forma particular de skyrmions é achada em materiais magnéticos que quebram a inversão de simetria e onde a interação de  Dzyaloshinskii-Moriya desempenha um papel importante. Eles formam domínios tão pequenos como 1nm. O tamanho pequeno de skyrmions magnéticos fazem deles bons candidatos para futuras formas de armazenamento de dados. Físicos da Universidade de Hamburgo conseguiram ler e escrever em skyrmions usando tunelamento microscópico. A carga topológica, representando a existência e a não-existência de skyrmions, pode representar os estados de bit "0" e "1".
Skyrmions eles podem facilmente se mover através de um material, empurrado por uma corrente elétrica. A natureza ágil dos nódulos magnéticos sugere que skyrmions armazenando dados em um computador poderiam ser transportados para um sensor que lesse as informações como os skyrmions passam. Em contraste, os discos rígidos tradicionais lêem e escrevem dados movendo um braço mecânico para a região apropriada em um prato giratório. Devido a essas características, nós em materiais magnéticos poderiam um dia produzir eletrônicos mais rápidos, mais resistentes e mais sólidos, concluíram os pesquisadores.